# 1389 هـ
1389 هـ هي سنة في التقويم الهجري امتدت مقابلةً في التقويم الميلادي بين سنتي 1969 و1970.

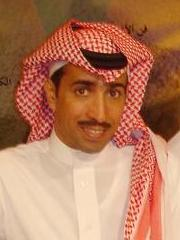
فايز المالكي

## مواليد
- أحمد عبد الوهاب العوضي
- عبد الحق التركماني
- عبد الله بن عمر بن مرعي بن بريك
- راشد الماجد مغني سعودي
- عيسى جرابا
- فيصل علي أكرم شاعر وأديب سعودي
- أحمد الخالدي
- ثامر السويلم
- علي عبد الله العباد
- فايز المالكي
- ماجد إبراهيم العباس
- محمد مهاوش الظفيري
- معاذ سعيد حوى

## وفيات
- آغا بزرك الطهراني
- أبو القاسم الإبراهيمي
- أحمد معروف عبد الرزاق
- الطيب المهاجي
- بولس بهنام
- سعد بن غنيم شيخ قبيلة جهينة
- توفيق الفكيكي
- حصة بنت أحمد السديري
- خليل الدباغ
- عبد الله القرعاوي
- ليدل هارت
- محب الدين الخطيب
- محسن النواب اللكنوي
- محمد الحامد
- محمد حسني (خطاط)
- محمود الملاح
- منير القاضي
- هنري ماسيه
- وضحى بنت محمد العريعر
- عبده محمد المخلافي
- علي أحمد باكثير
- محمد بن إبراهيم آل الشيخ
- محمد صديق المنشاوي
- عبد العزيز البدري
- عبد القادر الخطيب
- ألفريد بستاني، كاتب سياسي وباحث لبناني.